# Daniel Robin
Daniel Robin (31. března 1943 Bron, Francie – 23. května 2018) byl francouzský zápasník. Startoval na dvou olympijských hrách vždy v obou stylech. V roce 1968 v Mexiku vybojoval v obou stylech stříbrnou medaili, v roce 1972 v Mnichově vybojoval sdílené páté místo ve volném stylu a šesté v řeckořímském. V roce 1967 vybojoval titul mistra světa ve volném stylu.